# Letničie
Letničie este o comună slovacă, aflată în districtul Skalica din regiunea Trnava. Localitatea se află la altitudinea de 213 m deasupra n.m., se întinde pe o suprafață de 6,7 km2 și în 2017 număra 504 locuitori.

## Istoric
Localitatea Letničie este atestată documentar din 1452.

## Demografie
| An:                | 1994 | 2004   | 2014   | 2024   |
| ------------------ | ---- | ------ | ------ | ------ |
| Număr de persoane: | 538  | 527    | 504    | 490    |
| Diferență:         |      | −2,04% | −4,36% | −2,77% |

| An:                | 2023 | 2024   |
| ------------------ | ---- | ------ |
| Număr de persoane: | 504  | 490    |
| Diferență:         |      | −2,77% |